# Mandat d'arrêt (film, 1938)
Pour les articles homonymes, voir Mandat d'arrêt.
Pour plus de détails, voir Fiche technique et Distribution.
Mandat d'arrêt (This Man Is News) est un film britannique réalisé par David MacDonald, sorti en 1938.

## Synopsis
Un journaliste se voit refuser une interview par un gangster qui a été relâché après avoir dénoncé ses complices. Rentré chez lui, il boit quelques verres et annonce à son rédacteur en chef que l'homme en question a été assassiné. Il n'a pas le temps de préciser que c'est une plaisanterie. Hélas le lendemain on découvre le cadavre. La police se demande si ce n'est pas le journaliste le coupable.

## Fiche technique
- Titre original : This Man Is News
- Titre français : Mandat d'arrêt
- Réalisation : David MacDonald
- Scénario : Roger MacDougall, Allan MacKinnon, Basil Dearden
- Direction artistique : C. Wilfred Arnold
- Photographie : Henry Harris
- Son : W.H. Lindop
- Montage : Reginald Beck
- Production : Anthony Havelock-Allan
- Société de production : Pinebrook Studios
- Société de distribution : Paramount British Pictures
- Pays d'origine :  Royaume-Uni
- Langue originale : anglais
- Format : Noir et blanc  — 35 mm — 1,37:1 — son mono
- Genre : Comédie policière
- Durée : x77 minutes
- Dates de sortie : 
  - Royaume-Uni : septembre 1938
  - France : 8 novembre 1940

## Distribution
- Barry K. Barnes : Simon Drake
- Valerie Hobson : Pat Drake
- Alastair Sim : Macgregor
- John Warwick : Johnnie Clayton
- Philip Leaver : Murphy
- James Birrie : Doyle
- David Keir : Brown
- Tom Gill : Peter Brown
- Edward Lexy : Inspecteur Hollis
- Garry Marsh : Sergent Bright